# Luděk Mikloško
Luděk Mikloško (Prostějov, 1961. december 9. –) csehszlovák és cseh válogatott cseh labdarúgó, kapus.

## Pályafutása

### Klubcsapatban
1979 és 1990 között a Baník Ostrava labdarúgója volt. Közben 1980 és 1982 között a RH Cheb csapatánál töltötte a kötelező sorkatonai szolgálatát.
1990 és 1998 között az angol West Ham United játékosa volt. 1998-ban kölcsönben a Queens Park Rangersben védett és a QPR szerződtette. 2001-ben itt fejezte be az aktív labdarúgást.

### A válogatottban
1982 és 1992 között 40 alkalommal szerepelt a csehszlovák válogatottban, illetve 1996–97-ben két alkalommal a cseh válogatottban. Tagja volt az 1990-es olaszországi világbajnokságon részt vevő csehszlovák csapatnak.

## Sikerei, díjai
Baník Ostrava
- Csehszlovák bajnokság
  - bajnok: 1979–80